# Anolis ibague
Anolis ibague är en ödleart som beskrevs av  Williams 1975. Anolis ibague ingår i släktet Anolis och familjen Polychrotidae. Inga underarter finns listade i Catalogue of Life.
Arten är endast känd från några fynd i departementet Tolima i Colombia. Artepitet i det vetenskapliga namnet syftar på ett litet samhälle med namnet Ibague. Det är oklart vilket habitat ödlan föredrar. Ödlan kan vara infångad vid en annan plats och sedan flyttades den till Ibague.
Inget är känd om artens behov och möjliga hot. IUCN listar Anolis ibague med kunskapsbrist (DD).